# Provincia di Catamarca
La provincia di Catamarca (in spagnolo Provincia de Catamarca) è una delle 23 province argentine, situata nel nord-ovest dell'Argentina.

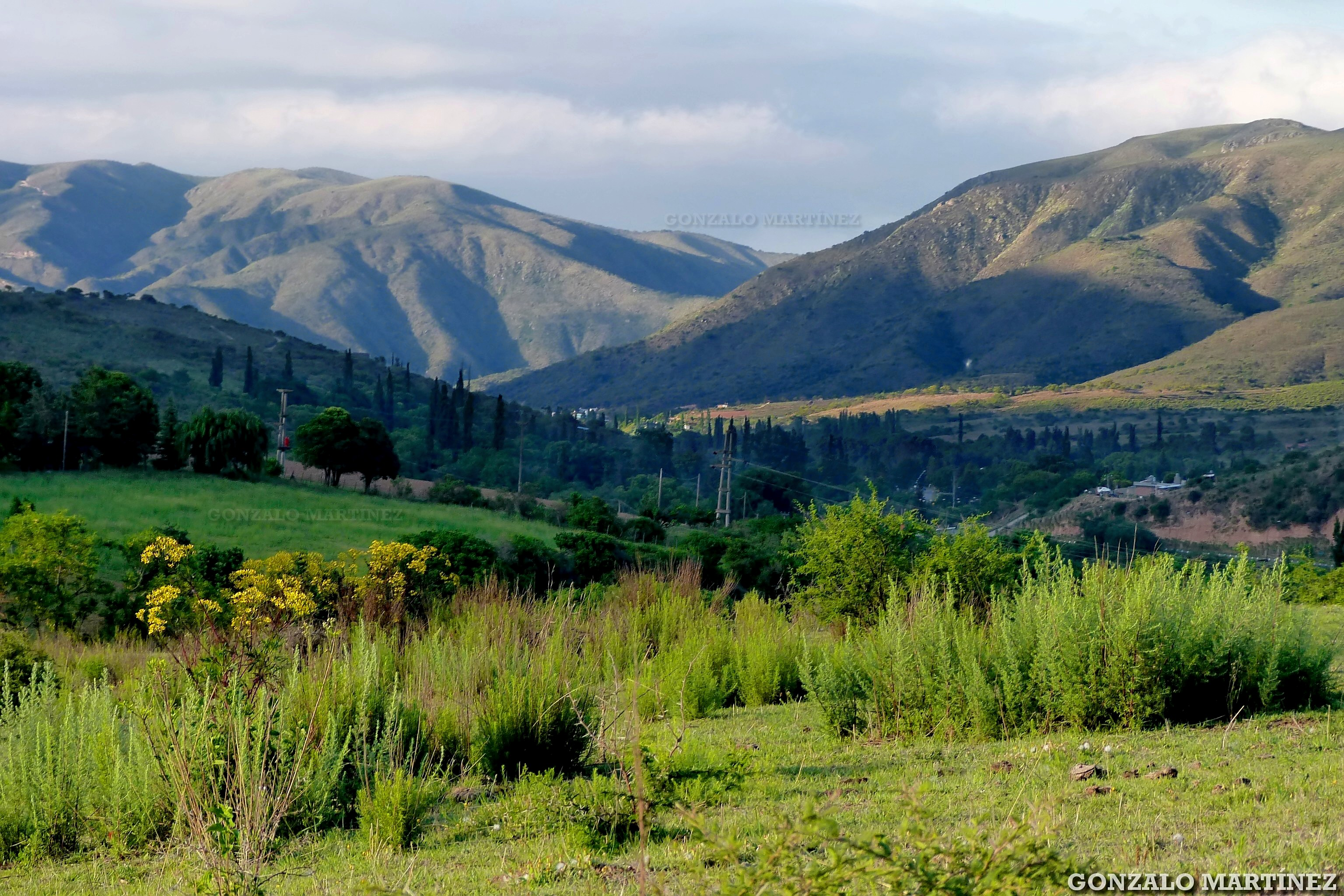
Paesaggio di Las Juntas/Le Giunte del dipartimento Ambato

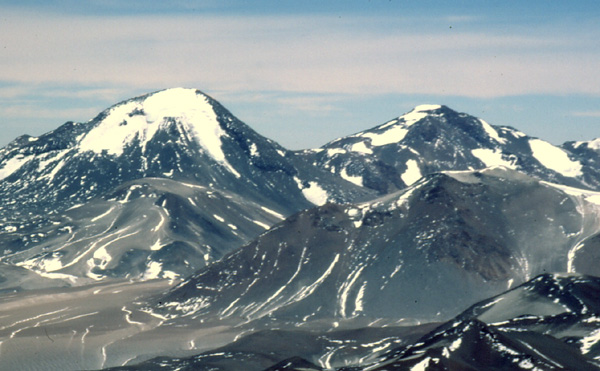
Il Nevado Tres Cruces.

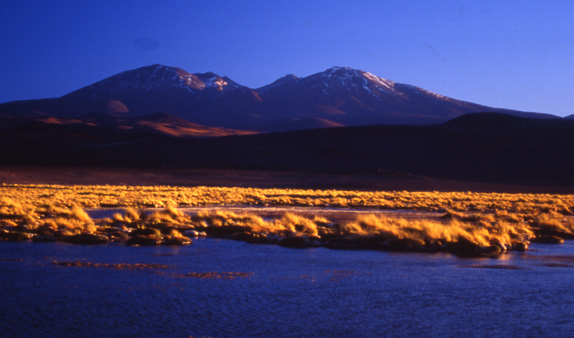
Il vulcano Antofalla.

## Geografia fisica
È situata nella parte nord-occidentale del paese tra i 25°12' e i 30°04' di latitudine sud, e i 69°03' e i 64°58' di longitudine ovest. La superficie del territorio è di 102602 km². Confina a nord con la provincia di Salta, a est con le province di Tucumán, Santiago del Estero e Córdoba, a sud con la provincia di La Rioja e a ovest con il Cile. Si collega con il Cile attraverso il Passo di San Francisco.
Nel suo territorio, che abbraccia il terzo meridionale della gran meseta chiamata Puna de Atacama, è presente il vulcano Robledo. 
Risalta per le sue produzioni di noci, olivi e vigneti. 
Il capoluogo è la città di San Fernando del Valle de Catamarca, spesso chiamato solo Catamarca.

## Storia
Prima dell'arrivo degli spagnoli, la maggior parte dell'attuale Catamarca era abitata dagli indigeni Diaghiti, tra cui la feroce tribù dei Calchaquies. Nel 1558 Juan Pérez de Zurita fondò San Juan de la Ribera de Londres, ma poiché era costantemente attaccata dagli indigeni la sua popolazione rimase esigua; fu rifondata più volte in nuovi siti con nuovi nomi. La sesta fondazione fu ad opera di Fernando de Mendoza Mate de Luna il 5 luglio 1683, con il nome di San Fernando del Valle de Catamarca.
Quando nel 1776 fu creato il Vicereame del Río de la Plata, Catamarca ottenne il titolo di sottointendenza dell'intendenza di Salta. Nel 1821 la provincia rivendicò la propria autonomia e Nicolás Avellaneda y Tula (nonno di Nicolás Avellaneda) fu eletto primo governatore della provincia.
Si ritiene che il nome derivi dal quechua cata "pendio" e marca "fortezza", oppure dall'aymara catán "piccolo" e marca "città".
Catamarca rimase isolata dal resto dell'Argentina a causa delle sue montagne fino al 1888, quando fu raggiunta dalla ferrovia. Ciò permise l'arrivo di un notevole flusso di immigrati, principalmente mediorientali (libanesi e iraniani), attratti dalle sue ampie e fertili valli e il clima secco e gradevole, che ricordavano i paesaggi natii che avevano lasciato.

### Araldica
La provincia non ha adottato una bandiera ufficiale; tuttavia ne esiste una vecchia versione del 1815.
Esiste invece uno stemma ufficiale della provincia, che ha sostituito un vecchio emblema risalente al 1900.

## Dipartimenti
La provincia è divisa in 16 dipartimenti:
1. Ambato (La Puerta)
2. Ancasti (Ancasti)
3. Andalgalá (Andalgalá)
4. Antofagasta de la Sierra (Antofagasta de la Sierra)
5. Belén (Belén)
6. Capayán (Huillapima)
7. Capital (San Fernando del Valle de Catamarca)
8. El Alto (El Alto)
9. Fray Mamerto Esquiú (San José)
10. La Paz (Recreo)
11. Paclín (La Merced)
12. Pomán (Saujil)
13. Santa María (Santa María)
14. Santa Rosa (Bañado de Ovanta)
15. Tinogasta (Tinogasta)
16. Valle Viejo (San Isidro)

Ogni dipartimento della provincia di Catamarca è suddiviso in comuni (municipios), senza ulteriori suddivisioni o distinzioni: in totale i comuni della provincia sono 36.